# Station Frankfurt (Main) Konstablerwache
Frankfurt (Main) Konstablerwache is een station in de Duitse stad Frankfurt am Main, onder Frankfurts belangrijkste winkelstraat, de Zeil. Het station is geopend in 1974 en ligt aan de ondergrondse S-Bahnverbinding City-Tunnel Frankfurt. Dagelijks telt Frankfurt (Main) Konstablerwache ongeveer 191.000 in- en uitstappers, waarmee het het op een na drukste station van Frankfurt is.
Het ondergrondse station heeft drie niveaus. Op het eerste niveau zijn een aantal winkels. Op het tweede niveau stoppen de metrotreinen van de lijnen U4 en U5. Op het laagste niveau stoppen de metrolijn U6 en U7, en de S-Bahnlijnen S1 tot S9 (behalve S7).

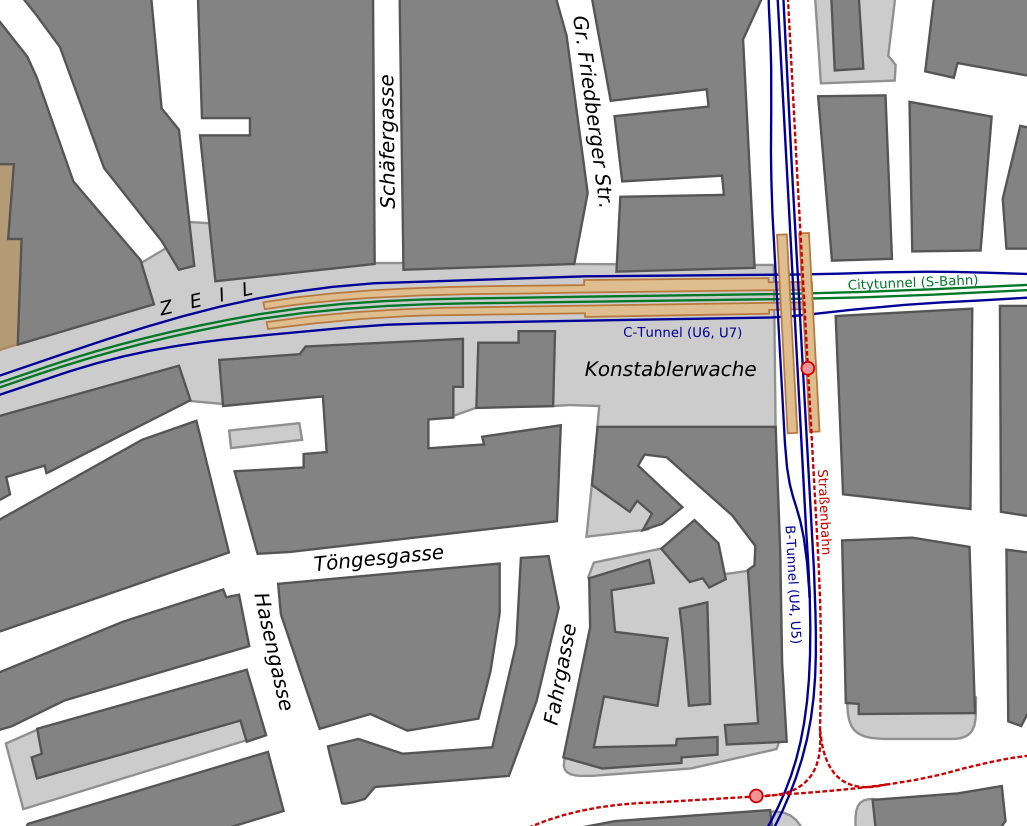
Kaart van het station.

## Konstablerwache

### Geschiedenis
Op de hoek van het huidige Konstablerwache-plein in de buurt van de straat van Fahrgasse, werd in 1544 een arsenaal opgericht voor de verdediging van Frankfurt; dit lang vertegenwoordigde het oostelijke uiteinde van de Zeil. In 1822 werd het gebouw, dat was opgewaardeerd tot een militair wachthuis, omgebouwd tot politiebureau. De naam Konstablerwache, (letterlijk: "constable wachthuis") komt uit de periode dat het gebouw als wapenkamer werd gebruikt; de term agent werd vervolgens in Frankfurt gebruikt voor een militaire rang bij de artillerie. In 1833 was het het middelpunt van een poging tot revolutie toen revolutionaire studenten het en het hoofdwachthuis (Hauptwache) aanvielen en probeerden te plunderen.

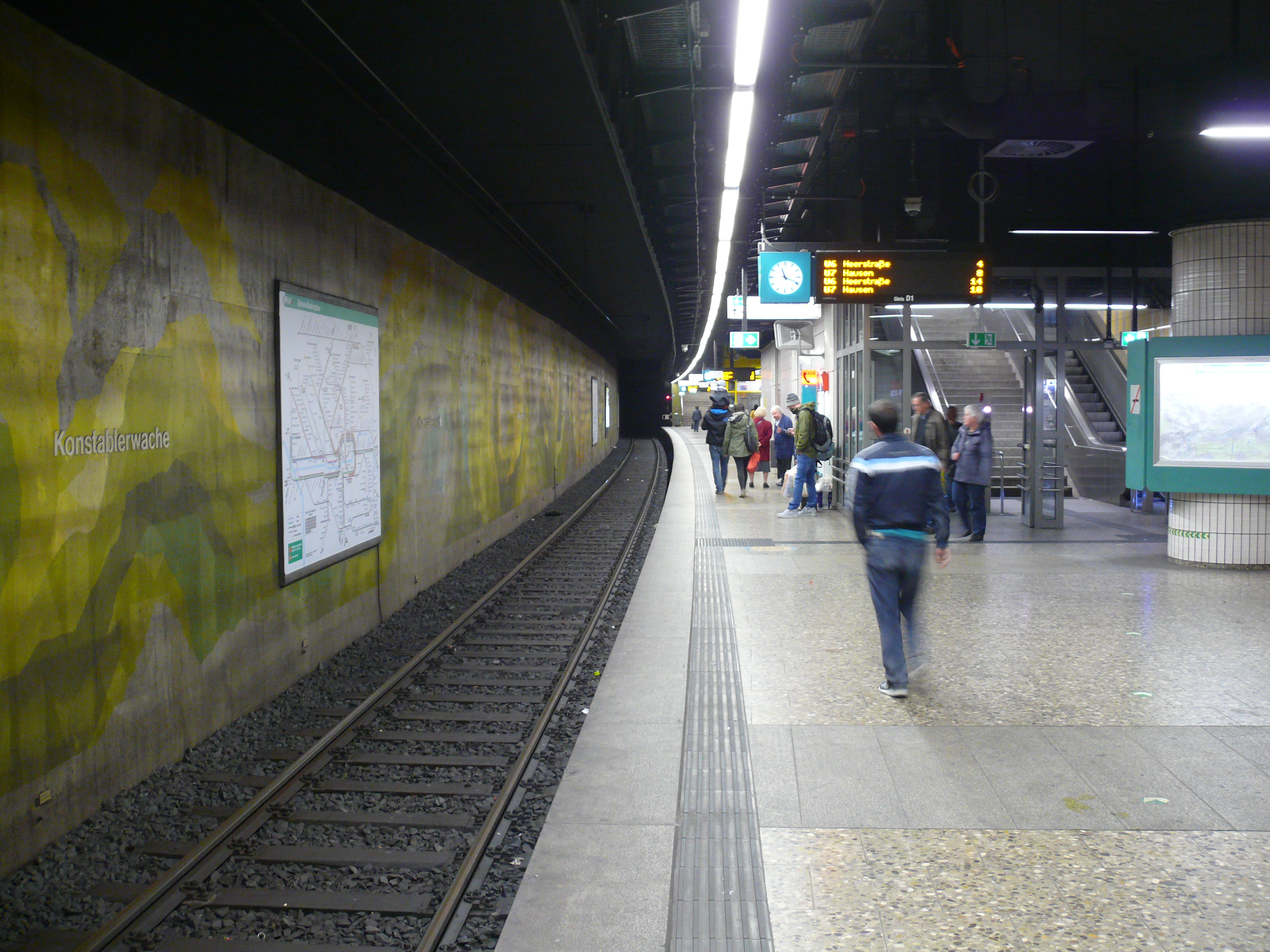
Metrostation Konstablerwache. Perron van de U-Bahnlijnen U6 en U7.

Later bleken de twee wachthuizen te klein voor een groeiende stad en werd er een nieuw hoofdbureau van politie gebouwd op de Hohenzollernplatz (nu Platz der Republik). In tegenstelling tot Hauptwache werd Konstablerwache in 1886 afgebroken en vervangen door commerciële gebouwen. Het kantoorgebouw Bienenkorbhaus werd in 1953-54 op de locatie gebouwd, de architect was Johannes Krahn. 

### Station
Net als bij het station Hauptwache heeft het station Konstablerwache een groot distributieniveau, niveau B genaamd. Naast toegang tot de perrons, dient het voornamelijk als winkelcentrum en als onderdoorgang. Daaronder bevindt zich een deel van een noord-zuidtunnel die nooit werd voltooid. Een verdieping lager, op niveau C, is het station met drie perrons voor U-Bahn-lijnen U4 en U5. Het westelijke spoor wordt gebruikt door lijn U5 richting Frankfurt Hauptbahnhof, het middelste spoor wordt gebruikt door lijn U4 richting Bockenheimer Warte. Het oostelijke spoor wordt gebruikt door zowel lijn U5 richting Preungesheim als U4 richting Seckbacher Landstraße en Enkheim.
Daaronder, op niveau D, bevinden zich de perrons voor de S-Bahn en U-Bahn U6 en U7. De S-Bahn en U-Bahn delen de twee eilandperrons om de uitwisseling te vergemakkelijken. De twee buitenste sporen worden gebruikt door de U-Bahn en de twee binnenste sporen door de S-Bahn.
In 2010 ontstond er door de Franse kunstenaarsgroep CitéCréation en haar dochteronderneming CreativeStadt in Potsdam een Trompe-l'œil in het metrostation, getiteld „Reise in Raum und Zeit“ (Duits voor: reis door ruimte en tijd). De kunstwerken tonen verschillende motieven uit Lyon en Frankfurt am Main, die met elkaar verbonden zijn door een fictief transport. Het kunstwerk werd op 11 juni 2010 onthuld ter gelegenheid van het 50-jarig jubileum van de stedenband tussen Frankfurt en Lyon.

### Straten en vervoer
Tot 1881 was het huidige plein een belangrijk maar smal kruispunt aan het einde van de brede straat van de Zeil, met de Allerheiligenstraße die in het zuidoosten de Allerheiligentor verbond, de Fahrgasse in het oosten en de Große Friedberger Strasse als de belangrijkste noord-zuidverbinding in de oude stad, die leidt naar Alte Brücke (oude brug) in het zuiden en Friedberger Tor in het noorden. In dat jaar werd de Nieuwe Zeil gebouwd als een brede handelsstraat die van Konstablerwache naar het oosten leidde naar Friedberger Anlage (het oostelijk deel van de oude stadsmuur). Tussen de Nieuwe Zeil en de Allerheiligenstrae lag een pleintje, dat veel kleiner was dan het moderne plein. Aan het begin van de 20e eeuw werd Konstablerwache een belangrijk vervoersknooppunt, zowel voor auto's als trams.

### Na 1945
Na de Tweede Wereldoorlog veranderde de situatie drastisch. Omdat veel van de gebouwen aan de Zeil verwoest waren tijdens luchtaanvallen, werd besloten ze niet allemaal te herbouwen om een groter plein te creëren. Tegelijkertijd werd de Kurt-Schumacher-Strasse gebouwd, ter vervanging van de Fahrgasse als de belangrijkste noord-zuidroute in het oostelijke deel van de stad, en gaf Konstablerwache zijn huidige oostelijke grens. Toen het plein werd omgebouwd tot voetgangersgebied, werd het plein met een kleine 80 centimeter verhoogd om ruimte te creëren voor het ondergrondse U-Bahn/S-Bahn-station. 
Dit artikel of een eerdere versie ervan is een (gedeeltelijke) vertaling van het artikel Konstablerwache op de Engelstalige Wikipedia, dat onder de licentie Creative Commons Naamsvermelding/Gelijk delen valt. Zie de bewerkingsgeschiedenis aldaar.
Messe · Galluswarte · Hauptbahnhof · Taunusanlage · Hauptwache · Konstablerwache · Ostendstraße · Lokalbahnhof · Südbahnhof · Mühlberg · Westbahnhof · Flughafen Fernbahnhof · Flughafen Regionalbahnhof
- Virtual International Authority File: 311446453